# روبرت باترسون كلارك ويلسون
روبرت باترسون كلارك ويلسون (بالإنجليزية: Robert Patterson Clark Wilson)‏ هو محامي وسياسي أمريكي، ولد في 8 أغسطس 1834 في بونفيل في الولايات المتحدة، وتوفي في 21 ديسمبر 1916 في كانساس سيتي في الولايات المتحدة. حزبياً، نشط في الحزب الديمقراطي. وقد انتخب عضو مجلس ولاية ميزوري وانتخب عضو مجلس نواب كنساس وانتخب عضو مجلس النواب الأمريكي.